# Bernadina
La bernadina, en Tauromaquia, es un pase que se suele ejecutar al final de la faena, en el que se sujeta la muleta por la espalda con las dos manos y se pasa al toro por un costado, como en la manoletina, con la que guarda mucha semejanza.

## Origen
Aunque se ha popularizado que la bernadina es invención del diestro catalán Joaquín Bernadó, y de hecho lleva su nombre, su verdadero autor es el madrileño Miguel Ortas, que ya le realizó en la plaza durante la década de 1950. El objetivo de este pase no es otro de adornar la última parte de la faena de muleta y ayudar al toro, aliviando sus embestidas por arriba, dándole aire y preparándolo para la estocada. No es, por lo tanto, un muletazo de sometimiento y castigo.

## Ejecución de la suerte
Para ejecutar la bernadina, el torero debe pasar la muleta por detrás del cuerpo, con la empuñadura de la espada y el estaquillador en la mano derecha y la punta de la ayuda en la izquierda. La colocación debe ser de frente al toro, a una distancia que dependerá de la fuerza del animal y marcando la salida del muletazo por el pitón derecho, por donde, una vez metida la cara en el embroque, se vaciará la embestida por arriba, barriendo los lomos del animal con la muleta. Entonces el torero podrá girar para quedar colocado para la siguiente.

## Variaciones
La bernadina también puede ejecutarse por el pitón izquierdo del toro, aunque su denominación debería ser la de santacrucina, por Arturo Blau “El Tino”, nacido en el barrio de Santa Cruz de Alicante, quien ejecutó esta variación por primera vez; y actualmente hay toreros que cambian el viaje del toro haciendo pendular la muleta por la espalda de un lado a otro antes de vaciar la embestida. Miguel Ángel Perera, Alejandro Talavante, Sebastián Castella y Andrés Roca Rey son frecuentes intérpretes de esta suerte.